# Voltes dels Encants i dels Pintors
Les Voltes dels Encants i dels Pintors són un conjunt urbà a la banda de muntanya del carrer del Consolat de Mar de Barcelona, catalogat com a bé amb elements d'interès (categoria C), si bé la majoria dels edificis ho són individualment com a bé cultural d'interès local.

## Història
El carrer del Consolat de Mar, anomenat així des del 1834, apareix documentat al segle xiv com a Voltes, Fusters o Boters, i al segle xv com a Voltes d'en Guaita.
Tot i que els edificis no semblen anteriors al segle xviii, les Voltes dels Pintors conserven els elements més antics del conjunt, ja que els peus drets prismàtics de pedra que sostenen l'embigat de fusta, així com les restes d'arcs i murs, podrien remuntar-se al segle xv.
En quant a les Voltes dels Encants, se sap l'autor i l'any del projecte dels edificis núms. 19 (Pau Jambrú i Badia, 1847), 23 (Joan Soler i Cortina, 1846), i 27-29 (Josep Buxareu i Gallart, 1861), encara que a la façana apareix l'any 1874 juntament amb les inicials A.M., corresponents al propietari original, Antoni Marquet.

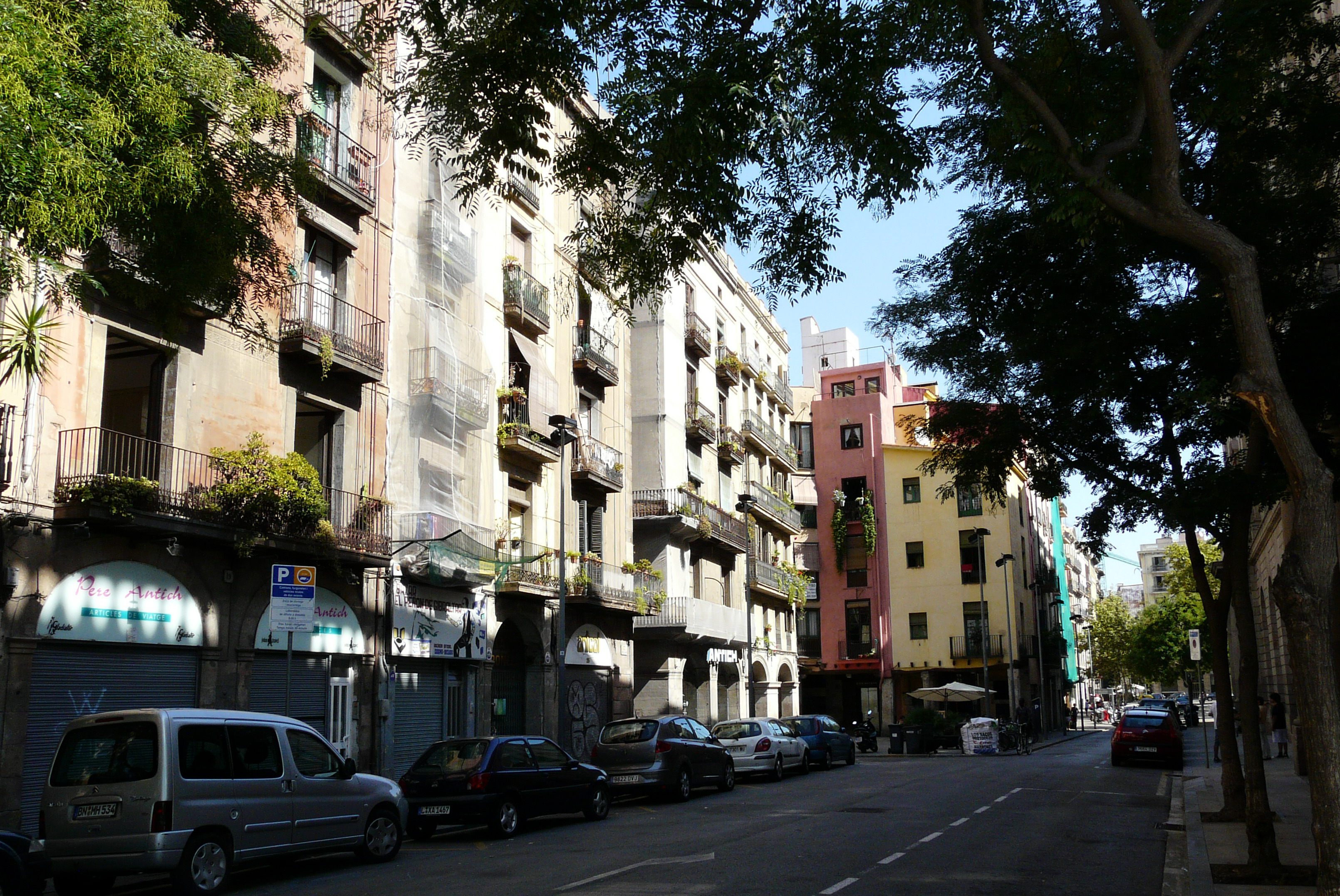
Voltes dels Encants i dels Pintors

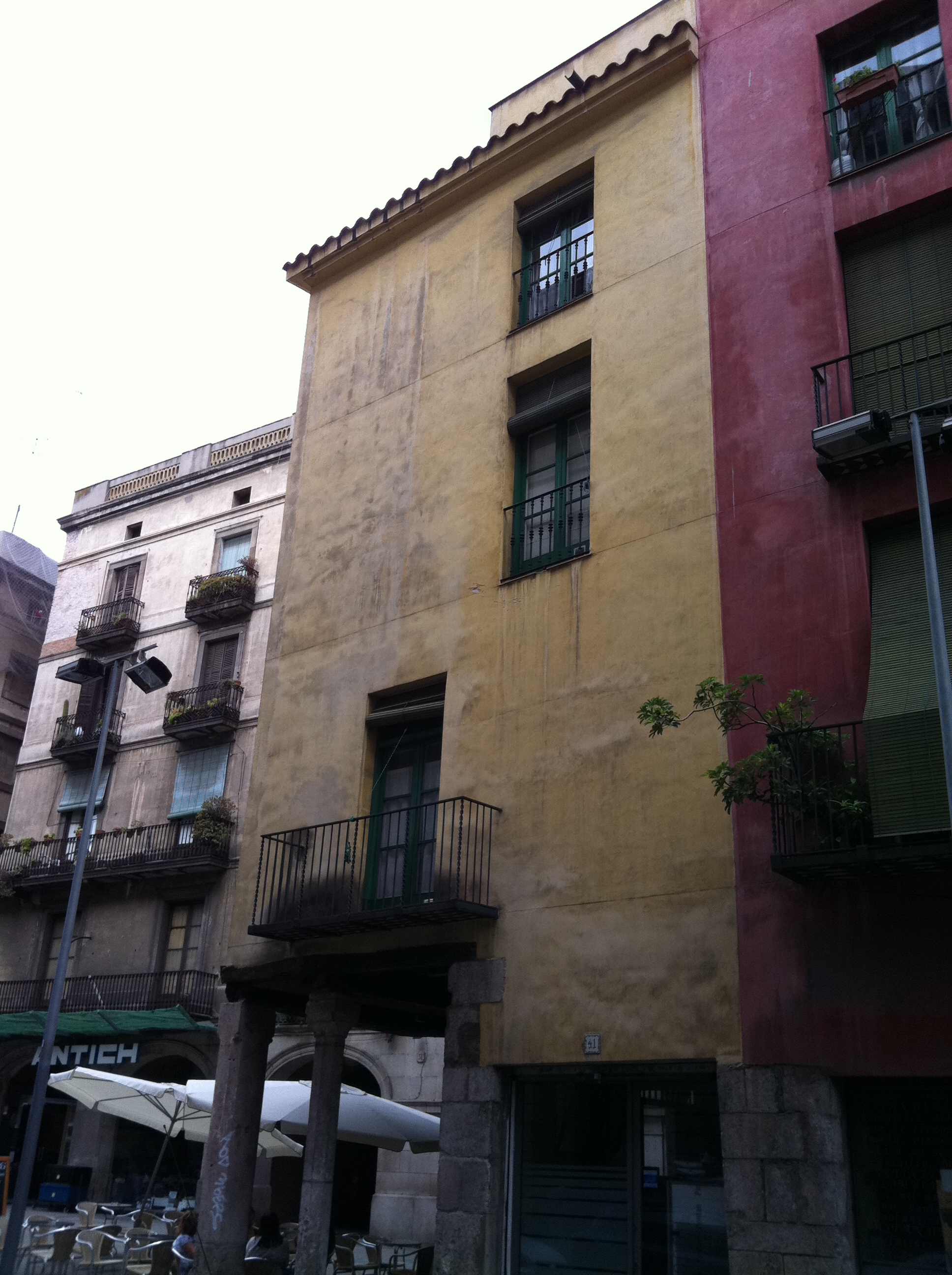
Cantonada de les Voltes dels Pintors

## Descripció
Les Voltes dels Encants són un conjunt d'edificacions del segle xix que comparteixen als baixos una porxada amb voltes bufades, que abans de l'obertura de la Via Laietana arribava fins al carrer de la Fruita, més enllà de l'actual edifici de Correus. Les Voltes dels Pintors corresponen al petit tram que, en angle recte, tanca la dels Encants a l'extrem més proper al Pla de Palau (núms. 33, 35 i 37-41), i les finques núms. 43, 45 i 47 tenen arcs apuntats que bé podrien correspondre a una antiga porxada.
L'espai cobert (que perdurava malgrat la substitució dels edificis) és avui transitable només a les Voltes dels Pintors i al núm. 31 de les dels Encants, ja que els arcs són paredats i els porxos ocupats per comerços. És especialment interessant l'indret on es troben les Voltes dels Encants amb les dels Pintors i amb la desembocadura, també coberta, del carrer de les Panses, Trompetes i Orgues.